# 글리세롤 3-인산 셔틀

글리세롤 3-인산 셔틀

글리세롤 3-인산 셔틀(영어: glycerol 3-phosphate shuttle) 또는 글리세롤 인산 셔틀(영어: glycerol phosphate shuttle)은 해당과정의 부산물인 NADH로부터 NAD+를 재생하는 메커니즘이다. 환원 당량을 수송하는 데 있어서 글리세롤 인산 셔틀의 중요성은 말산-아스파르트산 셔틀보다 부차적이다.

## 반응
글리세롤 3-인산 셔틀에서 세포질의 글리세롤 3-인산 탈수소효소 1 (GPDH-C)이라는 효소는 다음 반응에서와 같이 NADH를 NAD+로 산화시키면서 다이하이드록시아세톤 인산을 글리세롤 3-인산으로 환원시킨다.

다이하이드록시아세톤 인산의 글리세롤 3-인산으로의 전환

## 역방향 경로
글리세롤 3-인산은 미토콘드리아 내막에 존재하는 글리세롤 3-인산 탈수소효소 2 (GPDH-M)에 의해 다시 다이하이드록시아세톤 인산으로 전환되며, 이번에는 효소에 결합된 FAD를 FADH2로 환원시킨다. FADH2는 산화적 인산화로 들어가는 조효소 Q10(유비퀴논을 유비퀴놀로)을 환원시킨다. 이 반응은 비가역적이다.

## 기능
글리세롤 3-인산 셔틀은 해당과정에 의해 세포질에서 생성된 NADH가 미토콘드리아에서 일어나는 산화적 인산화에 사용될 수 있도록 해서 ATP를 생성할 수 있게 한다. 글리세롤 3-인산 셔틀은 동물, 균류, 식물에서 발견되었다.

## 같이 보기
- 말산-아스파르트산 셔틀
- 미토콘드리아 셔틀